# 维尔恩斯多夫
维尔恩斯多夫是德国北莱茵-威斯特法伦州的一个市镇。总面积72.04平方公里，总人口20615人，其中男性10172人，女性10443人（2011年12月31日），人口密度286人/平方公里。